# Anna Lucz
Anna Lucz (Budapest, 4 de abril de 1999) es una deportista húngara que compite en piragüismo en la modalidad de aguas tranquilas.
Ganó siete medallas en el Campeonato Mundial de Piragüismo entre los años 2019 y 2023, y siete medallas en el Campeonato Europeo de Piragüismo entre los años 2021 y 2025.

## Palmarés internacional
| Campeonato Mundial | Campeonato Mundial       | Campeonato Mundial | Campeonato Mundial |
| Año                | Lugar                    | Medalla            | Competición        |
| ------------------ | ------------------------ | ------------------ | ------------------ |
| 2019               | Szeged (Hungría)         | Medalla de bronce  | K2 200 m           |
| 2021               | Copenhague (Dinamarca)   | Medalla de oro     | K2 200 m mixto     |
| 2021               | Copenhague (Dinamarca)   | Medalla de plata   | K1 200 m           |
| 2021               | Copenhague (Dinamarca)   | Medalla de plata   | K2 200 m           |
| 2022               | Halifax (Canadá)         | Medalla de oro     | K2 200 m           |
| 2022               | Halifax (Canadá)         | Medalla de bronce  | K1 200 m           |
| 2023               | Duisburgo (Alemania)     | Medalla de bronce  | K2 200 m           |
| Campeonato Europeo |                          |                    |                    |
| Año                | Lugar                    | Medalla            | Competición        |
| 2021               | Poznań (Polonia)         | Medalla de bronce  | K2 200 m           |
| 2022               | Múnich (Alemania)        | Medalla de oro     | K2 200 m           |
| 2022               | Múnich (Alemania)        | Medalla de bronce  | K4 500 m           |
| 2024               | Szeged (Hungría)         | Medalla de oro     | K1 200 m           |
| 2024               | Szeged (Hungría)         | Medalla de oro     | K2 200 m           |
| 2025               | Račice (República Checa) | Medalla de oro     | K1 200 m           |
| 2025               | Račice (República Checa) | Medalla de bronce  | K2 500 m           |